# 66-а ракетна бригада
66-а ракетна бригада е бивше съединение от Сухопътните войски на Българската армия.

## Въоръжение
Бригадата е била въоръжена с оперативно-тактически ракетни комплекси „Скъд“: „Скъд 8К11“ (SS-1b „Scud A“) и „Скъд 9К72 Эльбрус“ (SS-1c „Scud B“ – 8К14).

## Командири
- Полковник Христо Гатев (1962 – 1973 г.)
- Полковник Илия Ленков (1973 – 1976 г.)
- Полковник Иван Б. Николов (1976 – 1981 г.)
- Полковник Радко Трифонов (1981 – 1983 г.)
- Полковник Кольо Б. Колев (1983 – 1989 г.)
- Полковник Васил Атанасов (1989 – 1993 г.)
- Полковник Асен Джоков (1993 – 1997 г.)
- Полковник Ради Радев (1997 – 2000 г.)
- Полковник Димитър Петров (от 2000 г.)[4]

## Заместник-командири
- подполковник (полковник) Иван Янков 6 ноември 1963 – 5 октомври 1972 г.